# Cis-Abienol
cis-Abienol ist eine chemische Verbindung und gehört zu der Gruppe der Labdane, wobei das Labdan-Grundgerüst durch Doppelbindungen an den Stellen C-12 und C-14 und durch eine Hydroxygruppe an der Stelle C-8 modifiziert ist. Es handelt sich folglich um ein Diterpen-Alkohol (Terpenoid). Das Isomer trans-Abienol, welches eine (E)-Stereochemie an C-12 aufweist, ist nur von geringer Bedeutung.

## Vorkommen und Gewinnung

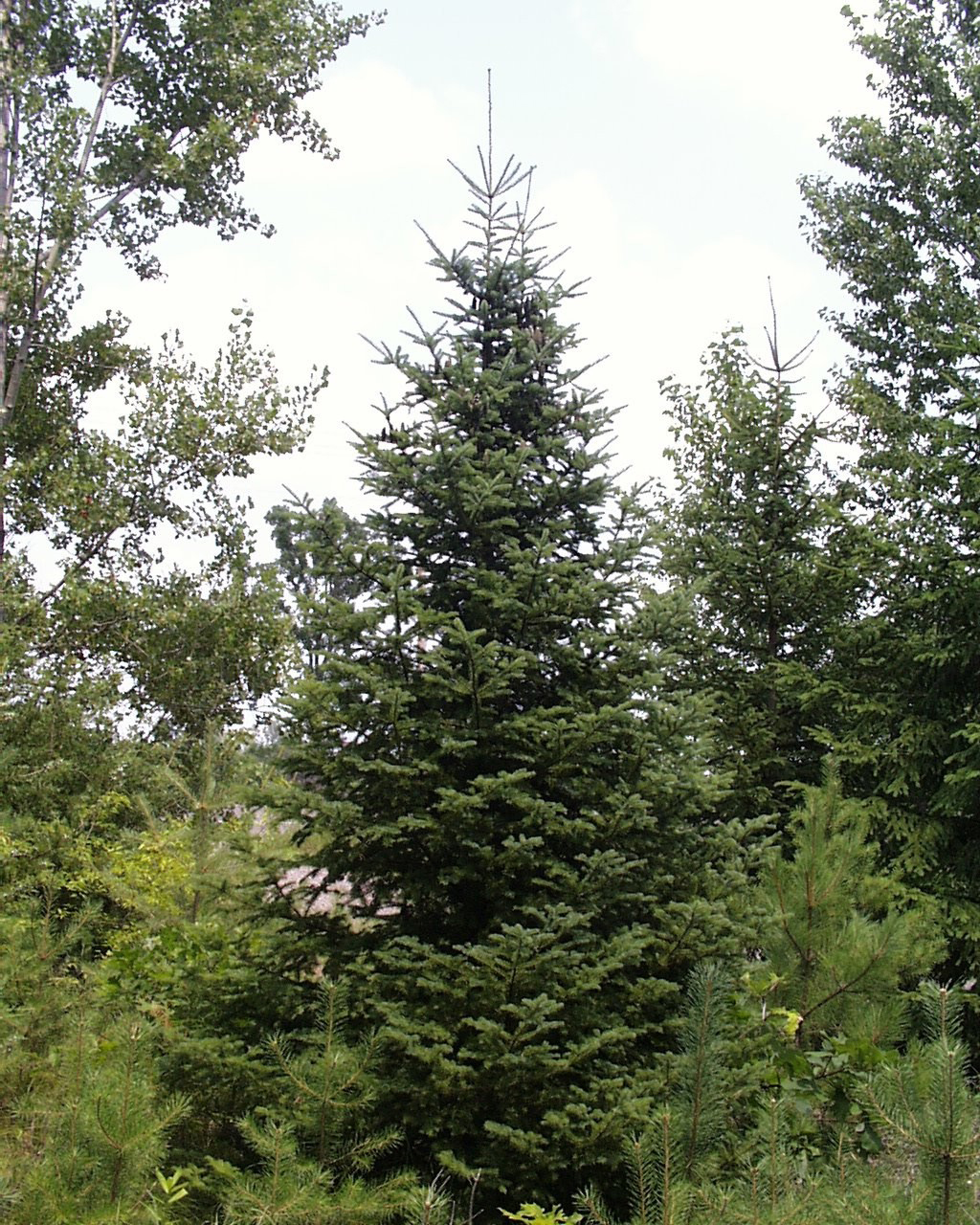
Balsam-Tanne (Abies balsamea)

Abienol ist ein Naturstoff und kommt in verschiedensten Pflanzen vor, unter anderem als Hauptbestandteil des Aromastoffes Oleoresin in der Balsam-Tanne (Abies balsamea), in der Banks-Kiefer (Pinus banksiana), in der Schwarz-Fichte (Picea mariana) oder im Virginischen Tabak (Nicotiana tabacum), aus welchem er auch durch Extraktion gewonnen werden kann. Er kommt hauptsächlich auf der Blattoberfläche vor.

## Verwendung
Abienol dient im Tabak als Inhibitor der Verwelkungskrankheit (englisch Wilt disease). Des Weiteren ist er eine Ausgangsverbindung für die Produktion von Duft- und Aromastoffen. Aus diesem Grund wird Abienol häufig in der Parfümindustrie als Ausgangsprodukt verwendet. Im Labor findet es maßgeblich Anwendung in der Synthese von Diolen. Der Geruch wird als hölzern, ambergrisartig und balsamisch beschrieben.